# Bibrachium euplectellae
Bibrachium euplectellae är en nässeldjursart som beskrevs av F.E.S. Schulze 1880. Bibrachium euplectellae ingår i släktet Bibrachium och familjen Corynidae. Inga underarter finns listade i Catalogue of Life.